# 奚仲一
天鵝座κ，又名BD+53 2216，HD 181276、SAO 31537、HR 7328，是天鵝座的一颗恒星，视星等为3.77，位于銀經84.4，銀緯17.85，其B1900.0坐标为赤經19h 14m 47.5s，赤緯+53° 17.85′ 2″。